# 並木和一
並木 和一（なみき かずいち/わいち、慶應2年2月28日〈1866年4月13日〉 - 1953年〈昭和28年〉12月7日）は、明治から大正時代の政治家、貴族院多額納税者議員、大地主。

## 経歴・人物
並木衛七の長男として信濃国佐久郡野沢村（現・佐久市野沢）に生まれ、1883年（明治16年）12月、家督を相続する。上京し、鈴木松塘に漢籍を学び、帰郷して松本中学校（現・長野県松本深志高等学校）に学ぶ。村会議員を1期、町会議員を4期、郡会議員を経て、1903年（明治36年）長野県会議員となり、さらに翌1904年（明治37年）長野県多額納税者として貴族院議員に互選され、同年9月29日に就任。議員を1911年（明治44年）9月28日まで7年1期務め、その間、請願委員、決算委員を歴任した。
大地主として農業を営み、1924年（大正13年）時点で水田を57.4ヘクタール、畑を10.9ヘクタール郡内の3箇村に所有し、小作人は188戸に及んだ。戦後の農地解放では約120ヘクタールを解放し、さらに農業倉庫を建設、稲作の改良を行い野沢平の米の生産高を2割余増やすなど郷里の農業発展に尽力した。
ほか、日露戦争に出征した功により、勲四等旭日小綬章を叙された。